# Zagyvaróna

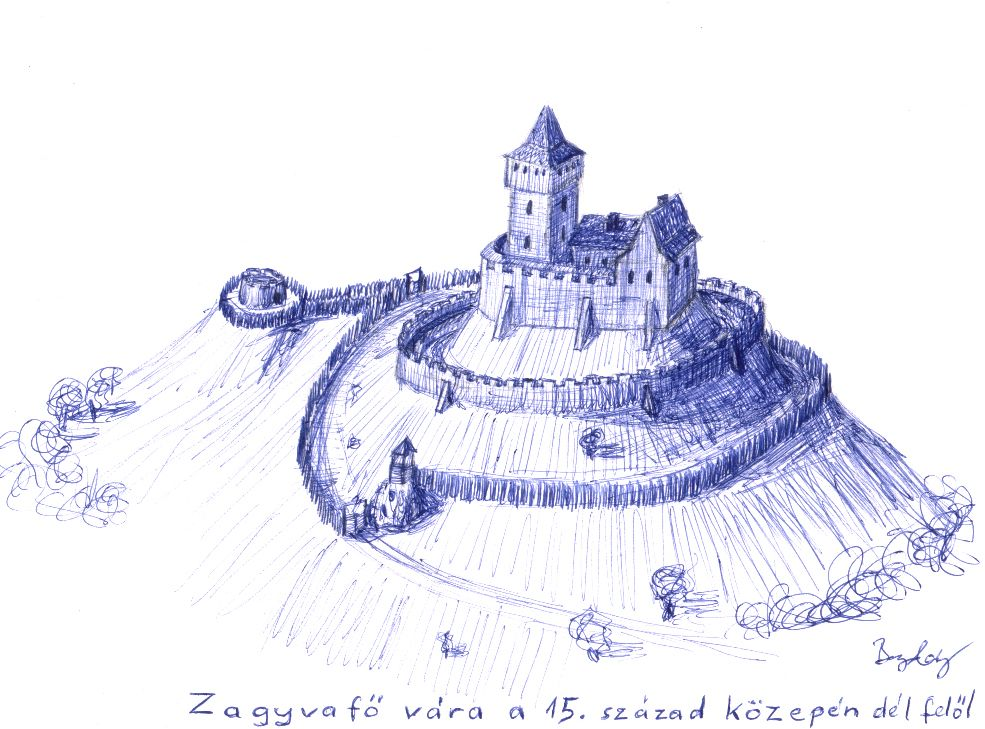
Zagyvafő várának rekonstrukciós rajza

Zagyvaróna 1973 óta Salgótarjánhoz tartozó egykori község a Zagyva forrása közelében.

## Fekvése
Salgótarján központjától 5 kilométerre északkeletre, Salgóbánya közvetlen déli szomszédságában található, a várost Zabarral összekötő 2304-es út mentén. Főutcája a Zagyvafőig vezető 23 104-es számú mellékút.

## Története
Zagyvaróna nevét a középkorban Rónya (Nagy-Rónya) néven említették az oklevelek. 1341-ben már fennállt. 
E helység határában, a település északi végében lévő 423 méter magas Várhegyen állt egykor  Zagyvafő vára, amely 1435-ben már romokban hevert.
A várat valószínűleg a 13. század végén építhette a Kacsics nemzetségből származó Zagyvafői család. Utóbbinak a 15. század húszas éveiben magva szakadt, így birtokaik Luxemburgi Zsigmond királyra szálltak. A vár ekkorra már romokban hevert, de az 1440-es években cseh huszita zsoldosok kerítették hatalmukba a környéket, akik újjáépítették a várat. Egészen 1460-ig volt birtokukban, amikor a királyi had visszafoglalta; Mátyás király személyesen is részt vett az ostromban, sőt meg is sebesült. A viadalban a vár nagyrészt leégett; utána – a régészeti leletek tanúsága szerint – megpróbálták valamennyire helyreállítani, de 1478-ban már teljesen romokban hevert és nem is épült fel többé. Ekkor a Serkei Lorántffyak birtoka volt, akikkel a Tornaiak pereskedtek a puszta várterület zálogbirtoka miatt. 
1478-ban a Zagyvafő várához tartozott Zagyvafő helység, valamint Garáb, Korlátfalva, Szenterzsébet (ma puszta) és Inaszópuszta is, amelyet 1435-ben városnak mondtak az oklevelek és amely az 1900-as évek elején még Inaszóbánya néven e helységhez tartozott. 
1548-ban Zagyvai Simon birtokában volt. Az 1715-1720. évi összeírásokban nemes községként fordult elő. 
A 18. század közepén ismét jobbágy-községként említették, ekkor a Bulyovszkyak, majd 1770-ben Prileszky özvegye, Radvánszky Erzsébet, 19. század első felében báró Prónay Lajos volt a község földesura. 
Az 1900-as évek elején a határában feküdt a Salgótarjáni Kőszénbánya részvénytársaság több bányája; hozzá tartozott az említett Inaszóbányán kívül még Rónabánya is. 
A helyi római katolikus templom még a török korból való. Hajója és szentélye 14. századi, tornya 1896-ban épült.
A 19. század első felében báró Prónay Lajos volt a község földesura. 
A 20. század elején 2244 lakosa volt a falunak.
Önállósága 1973-ban szűnt meg, amikor a hozzá tartozó Rónafaluval Salgótarjánhoz csatolták. A városhoz csatolták az addig Ceredhez tartozott Rónabányát is.

## Látnivalók
- Római katolikus templom
- Várhegy

## Híres emberek
- Itt született 1877. március 14-én Bátki József képzőművész (festő és szobrász), akinek nevét 2011. június 15-étől a helyi közösségi ház viseli.
- Itt született Szalvai Mihály (1899 Zagyvaróna – 1955. november 21.) kőműves, katonatiszt, altábornagy. A Tanácsköztársaság idején katona volt, a spanyol polgárháborúban brigádparancsnok, a második világháborúban a jugoszláv partizánhadsereg törzsében tevékenykedett, 1945 után a magyar haderőben töltött be magas beosztásokat.

## Egyéb

### Civil élet
Zagyvaróna Salgótarján város egyik külső kerülete. Jelenleg több civil egyesület is működik ezen a településrészen.
- A Zagyvaforrás Egyesület, amelynek a hagyományőrzés, kulturális tevékenység, szabadidős elfoglaltság a fő profilja. Ez az egyesület üzemelteti a Zagyvaforrás című helyi újságot, mely 300 példányban készül 2001 óta. Az egyesület örökbe fogadta a településrész köztéri keresztjeit és forrásait, melyeket közösségi munkában - saját költségükön - sorra újítanak fel.
- A Zagyvarónai Nőklub 1980 óta működik. Különböző helyi hagyományokat ápolnak, és fellépnek különféle rendezvényeken.
- A Zagyváért Klub asszonyai, gyermekei két éve vesznek részt a helyi civil életben különféle programokkal, fellépésekkel.
- Zagyvaróna Himnusza - írta Földi László vitéz * https://www.youtube.com/watch?v=rZVXe1--LpQ
- Zagyvaforrás viedeoablak kisfilmjei:1. Mikulás 2021: https://www.youtube.com/watch?v=ldjP5C0pzbQ&t=8s
- 2. Zagyvai advent: https://www.youtube.com/watch?v=n_sx8KeqY98
- 3. Buék 2021: https://www.youtube.com/watch?v=946KJnbIzt0
- 4. Május fakad a lelkünkön: https://www.youtube.com/watch?v=EXZn0LOU44w
- 5. 10, Zagyva Nap - víruskerülő változat: https://www.youtube.com/watch?v=C3kB8PAi1z0
- 6. Nőnap 2021: https://www.youtube.com/watch?v=aLMDACxR4-A
- 7. Berki Mihályné emlékére: : https://www.youtube.com/watch?v=6pcpXnwPg8Y

### Sport
Itt található még a Zagyvaróna SE focicsapat.
Zagyvaróna több kiemelkedő sportolót adott a magyar sportnak. Olimpikonok: Bekecs Zsuzsanna (biatlon - Nagano, Salt Lake City) versenyző, Földi László biatlon - Lillehammer) edző.